# Ollie Sleightholme
Oliver Harry Sleightholme (Northampton, 13 aprile 2000) è un rugbista internazionale per l'Inghilterra, tre quarti ala del Northampton.

## Biografia
Figlio d'arte (suo padre Jon vinse il Cinque Nazioni 1996 con l'Inghilterra), Oliver Harry "Ollie" Sleightolme è nato e cresciuto a Northampton, città dove si è formato sia scolasticamente che sportivamente; a 17 anni rappresentò l'Inghilterra nel rugby seven nei giochi giovanili del Commonwealth guadagnando l'argento.
Prodotto delle giovanili del Northampton Saints, Sleightholm divenne professionista per tale club nel 2018 e nella stagione successiva debuttò in prima squadra, dapprima in Coppa, poi in campionato contro il Wasps marcando una meto alla sua prima azione da subentrato.
A livello internazionale a XV rappresentò l'Inghilterra al mondiale giovanile 2019, anche se le esperienze di nazionale maggiore, al 2024, sono solo una convocazione senza esordio.
Al termine della stagione 2023-24 è giunta la vittoria nel campionato nazionale con Northampton e il riconoscimento individuale di miglior realizzatore di mete nella stagione regolare del torneo (14) nonché assoluta considerando anche quella marcata nella finale vittoriosa contro Bath.

## Palmarès
- Premiership: 1
Northampton: 2023-24